# Cronicón de Valladolid
El cronicón de Valladolid es un libro compuesto por una serie de anotaciones cronológicas a manera de anales, redactado a mediados del reinado de Carlos I por un autor desconocido, que abarca desde el nacimiento del rey Pedro I de Castilla, datado según el cronicón en 1333, hasta el fallecimiento de Isabel de Portugal en 1539. En este libro se encuentran además las descripciones que a modo de diario hizo el Doctor de Toledo, que fue primero profesor de la Universidad de Valladolid y después médico de la reina Isabel la Católica, acompañándola en muchos de sus viajes.
En 1848 el académico Pedro Sáinz de Baranda ordenó las anotaciones originales, eliminando las repeticiones y corrigiendo las inexactitudes cronológicas, y las publicó bajo el nombre de Cronicón de Valladolid, por haber sido redactado aparentemente por personas de esta ciudad, dado el protagonismo que los hechos ocurridos en ella tienen en el libro.